# Niemand lebt ewig
Niemand lebt ewig ist der sechste James-Bond-Roman, der nicht von Ian Fleming geschrieben wurde. Nach Flemings Tod 1964 wurden andere Autoren von der Ian Fleming Publications Limited beauftragt, die James-Bond-Romanreihe fortzuführen. Der Roman wurde erstmals 1987 unter dem Titel Niemand lebt für immer in Deutschland veröffentlicht.

## Inhalt
Auf dem Weg, seine Haushälterin May aus einer europäischen Klinik zu holen, in der sie sich von einer Krankheit erholt, wird Bond vom britischen Geheimdienst gewarnt, dass Tamil Rahani, der derzeitige Anführer von SPECTRE, der nun an den Wunden stirbt, die er durch seine letzte Begegnung mit Bond erlitten hat, ein Kopfgeld auf Bond ausgesetzt hat. „Vertraue niemandem“, wird Bond gewarnt. Bald darauf werden May und Miss Moneypenny, die seine Haushälterin besucht hatten, als vermisst gemeldet, und Bond muss auf der Suche nach seinen Freunden Möchtegern-Attentätern ausweichen, unterstützt von einer jungen Debütantin und ihrer fähigen, aber mysteriösen Leibwächterin.
Der Preis auf Bonds Kopf ist ein von Rahani und SPECTRE orchestrierter Wettbewerb, der als „The Head Hunt“ bekannt ist und ein offener Wettbewerb für jeden ist, der bereit ist, Bond zu fangen, zu töten oder Rahani zu präsentieren, wo er anschließend durch die Guillotine enthauptet werden würde. Auf Bonds Reise, Moneypenny und May zu retten, wird Bond von einer Reihe von Personen und Organisationen verraten und gejagt, darunter sein eigener britischer Geheimdienstverbündeter Steve Quinn, der zum KGB übergelaufen ist, korrupte Polizisten und verkleidete Agenten von SPECTRE.

## Ausgaben
Der Roman Nobody Lives for Ever von dem britischen Autor John Gardner erschien erstmals am 26. Juni 1986 in Großbritannien. Der Heyne Verlag publizierte die Erstausgabe in Deutschland ein Jahr später unter dem Titel Niemand lebt für immer. Am 6. Juli 2015 erschien vom Verlag Cross Cult erstmals eine neue und ungekürzte Übersetzung des Romans mit dem neuen Titel Niemand lebt ewig.

## Verfilmung
Der Roman diente bisher noch nicht als Grundlage für ein Drehbuch zu einem James-Bond-Film.